# Luigi Capponi
Pour les articles homonymes, voir Capponi.
Luigi Capponi (né en 1582 à Florence, alors capitale du Grand-duché de Toscane et mort le 6 avril 1659 à Rome) est un cardinal italien de l'Église catholique du XVIIe siècle, créé par le pape Paul V.

## Biographie
Luigi Capponi est trésorier de la Chambre apostolique.
Le pape Paul V le crée cardinal lors du consistoire du 24 novembre 1608. Le cardinal Capponi est légat apostolique à Bologne. Il est nommé archevêque de Ravenne. 
Il est cardinal protoprêtre à partir de 1629 et est colégat de Bologne, Ferrare et Romandiola, avec le cardinal Antonio Barberini, iuniore. En 1645, il est nommé préfet de la Sacrée congrégation pour la propagation de la foi et en 1649 bibliothécaire du Vatican.
Le cardinal Capponi participe au conclave de 1621 lors duquel Grégoire XV est élu pape, et à ceux de 1623 (élection d'Urbain VIII), de 1644 (élection d'Innocent X) et de 1655 (élection d'Alexandre VII).